# Alexander Krohn
Alexander Krohn (* 1971 in Ost-Berlin) ist ein deutscher Musiker, Schriftsteller und Künstler.

## Leben
Alexander Krohn war von 1987 bis 1989 als Gitarrist der Punkband Background Teil der jungen Pankower Anarchoszene. 1988 war Alexander Krohn maßgeblich in die Ossietzky-Affäre an seinem Gymnasium verwickelt. Ab 1990 unternahm er weltweite Reisen. Seit 1992 war er Kopf der Berliner Band Britannia Theatre, die bis 1997 3 Alben und 2 Singles veröffentlichten. Am 30. Mai 1995 fand die Premiere des Kunstfilms Red Trafic Lights von Britannia Theatre im Berliner Tränenpalast statt. Er arbeitete weiterhin u. a. mit den Musikern, Literaten und Künstlern Bruno Adams, Hugo Race, Phil Shoenfelt, Bert Papenfuß, Thomas Kapielski, Florian Günther, Marc Groeszer, tarwater zusammen. 1999 erfolgte die Gründung des Plattenlabels Distillery, das seit 2002 auch Bücher publiziert. Seitdem arbeitete Krohn in verschiedenen Musikprojekten (Horsemen, Majong, Straßenschaden, Feindin) und komponierte Hörspielmusiken.
2003 veröffentlichte er sein drittes Solo-Album Chowringhee Blues, welches er in verschiedenen Studios weltweit aufnahm, beispielsweise in Kalkutta, Bangkok, Perth, Kuala Lumpur und Sanremo. Er war Initiator der Konzerttournee Aktion Kohlenberta durch Jordanien, Palästina, Libanon und Syrien. 2006 interviewte er mit Evamaria Haupt die palästinensischen Organisationen PPP, PFLP, DFLP, Fatah, Hamas und Islamischer Dschihad. Seit 2006 ist er zusammen mit Kai Pohl Begründer der Epidemie der Künste und Herausgeber der Zeitschrift floppy myriapoda. 2004 bis 2007 belegte Krohn ein Philosophiestudium an der Humboldt-Universität Berlin. 2013 erschien das Album Dear Mister Singing Club mit Bernd Jestram und Ronald Lippok. Neben seiner Tätigkeit als Verleger betätigt sich Alexander Krohn in Berlin als Künstler, Schriftsteller und Musiker.